# Trachyandra bulbinifolia
Trachyandra bulbinifolia là một loài thực vật có hoa trong họ Thích diệp thụ. Loài này được (Dinter) Oberm. miêu tả khoa học đầu tiên năm 1962.